# 今夜キキカジリ!ラジオせんじがら
今夜キキカジリ!ラジオせんじがら（こんやキキカジリ!ラジオせんじがら）は、中国放送（RCCラジオ）で毎週火曜・水曜 22:00 - 23:00に放送しているラジオ番組。ナビゲーターは田村友里。2022年3月29日から水曜日も22:00～23:00まで短縮される。

## 概要
RCCラジオでは帯番組として放送してきた『RadiPrism』終了後、自社制作を月曜の『ヨルノバ』に集約させて、当該時間帯はTBSラジオの『荻上チキ・Session-22』のネットを再開した。しかし、『Session-22』が夕方の帯番組として放送時間を移動、それに伴いRCCを含む地方局へのネットが一斉に打ち切りとなるタイミングで再び自社制作へと切り替えてスタートしたのがこの番組である。
当番組はRCCラジオで当日放送された生ワイド番組の一部のコーナー（おいしいところ）をピックアップしてワンパッケージにして放送する総集編的番組。半年ぶりに切り替えての放送ではあるが、生放送ではない。
「せんじがら」とは豚のホルモンを揚げて干したものに塩で味付けしたもので、広島ではしばしばおつまみとして出ることから「聴けば聴くほど旨味が増す、聴き応え抜群のおつまみラジオ」とも称している。
毎年12月24日は『RCCラジオ・チャリティー・ミュージックソン』放送のため休止される。また、年末年始で日中帯の生ワイドが休止となる場合は当番組も休止され、『RadiPrism』時代同様に『レコメン!』（文化放送）を臨時フルネットとする。

## 当番組で放送されるワイド番組
- 本名正憲のおはようラジオ（おおむねおはようフォーカス）
- 平成ラヂオバラエティごぜん様さま
- おひるーな（2024年3月27日まで）
- バリシャキNOW（2024年3月27日まで）
- まるっと日常ワイド　えんまん。

流れとして、田村による紹介ナレーションの後、各番組のジングルが流れてから各コーナーが放送される。また、合間で音楽を挟むが曲紹介は行っていない。
なお、ごぜん様さまのパーソナリティである横山雄二は番組内で度々本番組の体制を批判しているが、その内容もそのまま本番組内でカットされることなく放送されている。

## 放送時間
- 毎週火曜 22:00-23:00
  - 2021年7月6日からの23:00-23:30での自社制作番組『西田篤史のシンラジラ』を放送するため放送短縮に。29日分のカウントがないのは『シンラジラ』を22:00-23:30で放送したため。
- 毎週水曜 22:00-23:30
  - 2021年6月30日から
- 毎週火曜・水曜 22:00～23:00

　　・2022年3月29日から
過去の放送時間
- 毎週火曜～木曜 22:00-23:25
  - 2020年9月29日から2021年3月25日まで
- 毎週火曜・水曜 22:00-23:30
  - 2021年3月30日から2021年6月23日まで